# Cuscuta paitana
Cuscuta paitana är en vindeväxtart som beskrevs av Truman George Yuncker. Cuscuta paitana ingår i släktet snärjor, och familjen vindeväxter. Inga underarter finns listade i Catalogue of Life.